# Brauerei-Gasthof Kraus

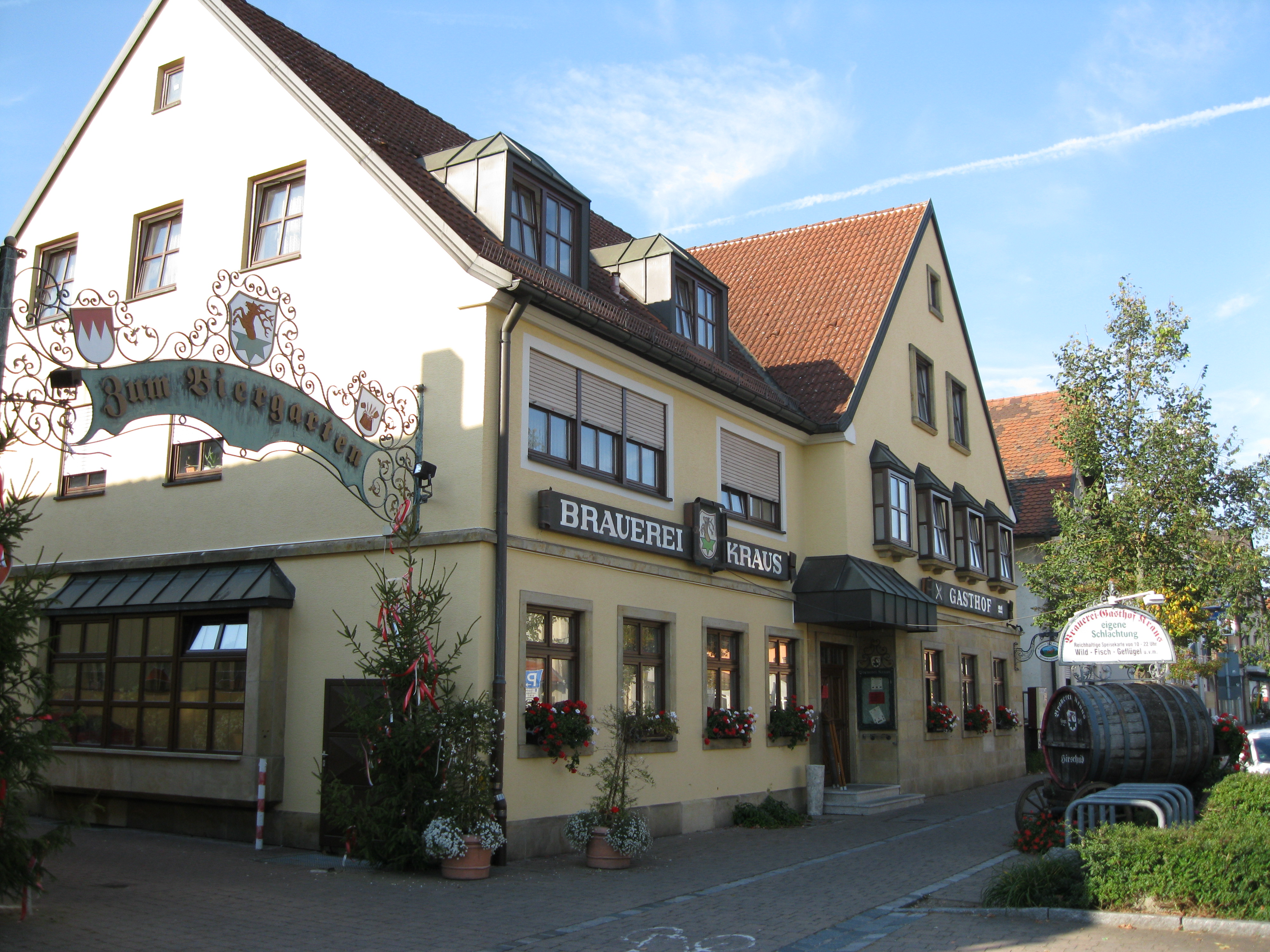
Brauerei Kraus mit Gasthof in Hirschaid

Die Brauerei-Gasthof Kraus GmbH & Co. KG ist eine Bierbrauerei im oberfränkischen Hirschaid, Landkreis Bamberg. Die Brauerei hat eine Jahresproduktion von 9.000 Hektolitern, nach eigenen Angaben 11.000 Hektoliter.
Erstmals urkundlich erwähnt wurde die Brauerei im Jahr 1664, seit 1845 befindet sie sich im Familienbesitz. Zur Brauerei gehören ein Brauereiwirtshaus mit Biergarten und eine Schnapsbrennerei. Die ganzjährig angebotene Produktpalette umfasst die Biersorten Lager, Pils, Hefeweizen, „Hirschentrunk“ (dunkles Rauchbier), Radler sowie alkoholfreies Helles und Weißbier. Saisonal offeriert werden ein Bockbier (ab November) und ein „Festbier“ (ab Dezember). Abgefüllt wird jeweils in Kronkorkenflaschen, zum Teil auch in Bügelflaschen oder Bierfässern. An Schnäpsen werden Obstler und Zwetschgenschnaps, Williams Christ Birnen, Zwetschgenwasser, Fränkischer Whisky und Zwetschgen Brandy hergestellt. Zusätzlich werden elf Sorten Erfrischungsgetränke hergestellt.